# Ulrich Kayser
Walter Otto Ulrich Kayser (* 18. Juli 1898 in Berlin; † 3. Juli 1977 in München) war ein deutscher Dokumentarfilmregisseur.

## Leben und Wirken
Ulrich Kayser, über dessen Herkunft kaum etwas bekannt ist, hatte ein Hochschulstudium mit der Promotion abgeschlossen und begann seine filmische Tätigkeit 1920 bei der Kulturfilm-Abteilung der UFA. In den folgenden vier Jahrzehnten führte er Regie bei einer Fülle von überwiegend kurzen Industrie-, Dokumentar- und Werbefilmen. Im Dezember 1928 gründete er gemeinsam mit dem Kaufmann Walter Wolffgram die Levante-Film GmbH, die er bis 1931 als Geschäftsführer leitete. Während Kaysers Filmreisen in der Weimarer Republik ihn bis nach Mazedonien, den Orient und nach Ceylon führten, musste er sich im Dritten Reich mit Aufträgen innerhalb des Reichs begnügen, und er drehte Städtebilder von München und Frankfurt am Main sowie Landschaftsporträts von Franken, dem Weserland und mehreren seit 1938 annektierten Gebieten des ehemaligen Österreichs.
Seine bekannteste und aufwendigste Arbeit entstand in den Jahren 1941 bis 1943 unter Kriegsbedingungen in Zusammenarbeit mit Tr. Georg Wittuhn, als er im Auftrag des Hauptamtes Film der NSDAP den mittellangen Dokumentarfilm Der Wille zum Leben inszenierte und damit über medizinische Leistungen und Fortschritte der Medizin bei Kriegsverwundeten informierte. Nach dem Krieg setzte Kayser seine Dokumentaristentätigkeit in Westdeutschland und später in der Bundesrepublik fort. So war er beispielsweise 1948/49 Regisseur des knapp einstündigen Wolfsburger VW-Werbefilms mit Spielszenen Kleiner Wagen – große Liebe. 1951 drehte er mit Feurige Hochzeit. Eine Sinfonie in Stahl und Eisen „den ersten Farbfilm der deutschen Montanindustrie“. Zuletzt war Ulrich Kayser als Dokumentarist in Düsseldorf ansässig und für die dort beheimatete Firma Kultur- und Wirtschaftsfilm GmbH aktiv.

## Filmografie
Regie, wenn nicht anders angegeben
- 1921: Hochseefischerei
- 1922: Edelstahl
- 1922: Ein modernes Hüttenwerk (auch Drehbuch)
- 1923: Die Pritzelpuppe
- 1924: Armes kleines Mädchen
- 1925: Liebe als Erzieher
- 1926: Mit den Wanderschafen auf die Rauhe Alp
- 1927: Land in Sonne
- 1927: Land unterm Kreuz
- 1928: Sonnige Winkel
- 1928: Sonne auf Macedonien
- 1928: Hellende Strahlen
- 1929: Gold des Orients (auch Produzent)
- 1930: Durch die Lupe (auch Produzent)
- 1931: Mit der Kamera durch Macedonien (auch Produzent)
- 1932: P.S.
- 1932: Besonntes Handwerk. Bilder von der Insel Ceylon
- 1933: Perlender Sonnenschein
- 1933: Schokolade
- 1934: Gestalte mit Licht
- 1934: Malaria
- 1935: Heilkräfte der Nordsee
- 1935: Die Urkräfte des Weltalls
- 1936: Ruf in die Welt
- 1936: Große Stadt im engen Tal
- 1937: Siemens – die Welt der Elektrotechnik
- 1938: Weserland-Ferienland
- 1938: München
- 1939: Der Brummkreisel
- 1940: Frühlingsbräuche in der Ostmark
- 1940: Die Historie der Puppe (auch Drehbuch)
- 1940: Kinderhände-Künstlerhände
- 1940: Die deutsche Donau
- 1941: Wehrhaftes Kärnten (auch Drehbuch)
- 1941: Autarkie im Bergdorf (auch Drehbuch)
- 1942: Holzzieher (auch Produktionsleitung)
- 1943: Goldene Hochzeit im Salzburger Land (auch Produktionsleitung)
- 1943: Herrscher Strom. Ein Film vom Donaudelta
- 1943: Heimat am Steilhang
- 1944: Der Wille zum Leben (Co-Regie, Drehbuch)
- 1949: Kleiner Wagen – große Liebe
- 1949: Der große Bergpreis (auch Drehbuch, Produktionsleitung)
- 1951: Unser Stahlroß
- 1952: Feurige Hochzeit (auch Drehbuch, Produktionsleitung)
- 1952: Unsere Affenkinder
- 1953: Seifen Kisten Derby 1953
- 1954: Der Dom zu Köln
- 1954: Winterferien in Deutschland
- 1956: Zauberhaftes Pelzwerk
- 1956: Der Rhein – Herzstrom Europas
- 1957: Sonne-Wasser-Wald
- 1958: Lebensquell für jedes Haar
- 1958: Mut zur Farbe
- 1959: Traumhaftes Land zwischen Wüste und Meer